# HD166202
HD166202 — хімічно пекулярна зоря спектрального класу A8, що має видиму зоряну величину в смузі V приблизно  9,0.
Вона  розташована на відстані близько 1128,6 світлових років від Сонця.

## Пекулярний хімічний склад
Зоряна атмосфера HD166202 має підвищений вміст 
Sr
.